# بریلیوم هیدرید
هیدرید برلیوم (به انگلیسی: Beryllium hydride) با فرمول شیمیایی BeH۲ یک ترکیب شیمیایی با شناسه پاب‌کم ۱۳۹۰۷۳ است. که جرم مولی آن 11.03 g mol−۱ می‌باشد. شکل ظاهری این ترکیب، جامد سفید است.